# Gareth Hunt
Pour les articles homonymes, voir Hunt.
Gareth Hunt, né le 7 février 1942 à Battersea (Londres), et mort le 14 mars 2007 à Redhill (Surrey), est un acteur britannique.

## Biographie
Il est le neveu de l'actrice Martita Hunt.
Il est principalement connu pour avoir tenu le rôle de Mike Gambit dans la série télévisée Chapeau melon et bottes de cuir (The New Avengers), dans lequel il était le partenaire de Patrick MacNee, dans le rôle de John Steed, et de Joanna Lumley, dans celui de Purdey. Il a aussi figuré au générique de la série Maîtres et Valets (Upstairs, Downstairs).
Souffrant d'un cancer du pancréas diagnostiqué deux ans auparavant, il meurt à l'âge de 65 ans, le 14 mars 2007.

## Filmographie

### Cinéma
- 1972 : For the Love of Ada (en) : Un policier
- 1979 : Le monde est plein d'hommes mariés (The World is Full of Married Men) : Jay Grossman
- 1980 : Adieu canaille (en) (Licensed to Love and Kill) : Charles Bind
- 1982 : Funny Money (en) : Keith Banks
- 1984 : Gabrielle and the Doddleman : Mike/King/Baron Hardup
- 1984 : Bloodbath at the House of Death (en) : Elliot Broone
- 1987 : It Couldn't Happen Here (en) : Oncle Dredge/Le vendeur de carte postale/le ventriloque
- 1989 : A Chorus of Disapproval : Ian Hubbard
- 1990 : Grottmorden : Craig Lammar
- 1997 : Créatures féroces (Fierce Creatures) : Inspecteur Masefield
- 1998 : Les incroyables aventures de Marco Polo (The Incredible Adventures of Marco Polo) : Grand Maître
- 1999 : Parting Shots (en) : Inspecteur Bass
- 2005 : Two's Company : Blind man
- 2007 : The Riddle (en) : Roy McBride

### Télévision
- 1968 : Frontier (série télévisée) : Privé Kitson
- 1972 : A Family at War (en) (série télévisée) : Caporal Cobb
- 1972 : The Organisation (en) (série télévisée) : Un jeune homme
- 1973 : The Upper Crusts (série télévisée) : Un conducteur
- 1973 : Harriet's Back in Town (série télévisée) : Joe
- 1974 : Doctor Who « Planet of the Spiders » : Arak
- 1974 : Bless This House (série télévisée) : Charles
- 1974 - 1975 : Maîtres et Valets (Upstairs, Downstairs) (série télévisée) : Frederick
- 1975 : The Love School (en) (série télévisée) : Thomas Woolner
- 1975 : The Hanged Man (en) (série télévisée) : Eddie Malone
- 1975 : Softly Softly: Task Force (série télévisée) : Morrison
- 1975 : Cosmos 1999 (Space: 1999) (série télévisée) : Pete Irvine
- 1976 - 1977 : Chapeau melon et bottes de cuir (The New Avengers) (série télévisée) : Mike Gambit
- 1979 : The House on Garibaldi Street (Téléfilm) : Kedem
- 1981 : Sunday Night Thriller (série télévisée) : Det. Chef. Insp. Hallett
- 1981 : That Beryl Marston...! (série télévisée) : Gerry Bodley
- 1982 : Minder (série télévisée) : Ted Standen
- 1985 : Histoires singulières (Hammer House of Mystery and Suspense) (série télévisée) : Peter Whiteway
- 1987 : Les Hasards de l'amour (A Hazard of Hearts) (Téléfilm) : Joker
- 1989 : Le Cavalier masqué (The Lady and the Highwayman) (Téléfilm) : Coach/Sgt Potter
- 1990 : A Ghost in Monte Carlo (en) (Téléfilm) : Dalton
- 1991 : An Actor's Life for Me (en) (série télévisée) : Tom Miller
- 1992 : Side by Side (série télévisée) : Vince Tulley
- 1994 : Sooty & Co (en) (série télévisée) : Le vendeur
- 1994 : The Detectives (série télévisée) : M. Sharpe
- 1995 : Wales Playhouse (série télévisée) : Shenko
- 1997 : Les Nouvelles Aventures de Robin des Bois (The New Adventures of Robin Hood) (série télévisée) : Lord Rupert
- 1998 : Animal Ark (série télévisée) : Sam Western
- 1999 : Harry and the Wrinklies (en) (série télévisée) : Percy Priestly
- 2001 : Eastenders (série télévisée) : Ritchie Stringer
- 2001 : Night & Day (série télévisée) : Charlie Doyle
- 2004 : Powers (série télévisée) : Tom Watkins
- 2004 et 2006 : Doctors (série télévisée) : Jack Watkins / Arthue Collison
- 2006 : Flics toujours (New Tricks) (série télévisée) : Rob Petty